# Gypsys, Tramps & Thieves
Gypsys, Tramps & Thieves è il settimo album in studio da solista della cantante statunitense Cher, prodotto da Snuff Garrett e commercializzato sul mercato nell'autunno del 1971.

## Descrizione
Questo disco segna l'inizio di due importanti collaborazioni per Cher: con i produttori Snuff Garrett e Bob Stone, artefici dei suoi più importanti successi degli anni settanta; e con la casa discografica Kapp (che diventerà nel 1972 MCA Records) con la quale Cher resterà fino al 1974.
L'album avrebbe dovuto chiamarsi "Cher" ma dopo il successo del primo singolo "Gypsys, Tramps & Thieves" venne cambiato; la canzone raggiunse la vetta di molte classifiche internazionali (tra cui gli USA) e divenne non solo il suo più grande successo da solista ma anche il singolo più venduto del 1971 lanciandola nuovamente a livello internazionale. Complici di questo inaspettato successo, la straordinaria popolarità del "The Sonny & Cher Comedy Hour" e del cambiamento di look di Cher.
L'album divenne uno dei suoi più grandi successi, fu nominato come "Miglior Album Pop Dell'Anno" ai Grammy Awards e rimase nella chart americana per quasi un anno. Piacque anche alla critica che lo giudicò un quasi capolavoro e sicuramente uno dei suoi migliori. Da esso fu estratto un secondo singolo, "The Way of Love" pubblicato nel febbraio del 1972 solo nel Nord America che raggiunse la Top 10 sia in Canada che in America.
Nel mondo l'album ha venduto 3.500,000 milioni di copie.

## Tracce
1. The Way of Love
2. Gypsys, Tramps & Thieves
3. He'll Never Know
4. Fire and Rain
5. When You Find Out Where You're Goin' Let Me Know
6. He Ain't Heavy, He's My Brother
7. I Hate to Sleep Alone
8. I'm in the Middle
9. Touch and Go
10. One Honest Man